# جاون پرووست
جاون پرووست (انگلیسی: Jon Provost؛ زادهٔ ۱۲ مارس ۱۹۵۰) یک هنرپیشه اهل ایالات متحده آمریکا است.

## گزیده فیلمشناسی
از فیلم‌ها یا برنامه‌های تلویزیونی که وی در آن نقش داشته‌است می‌توان به آثار زیر اشاره کرد.
- ماشین حساب عوضی (1969)
- جفتک‌زنی در ژاپن (1957)
- دختر روستایی (1954)